# Tabea Blumenschein

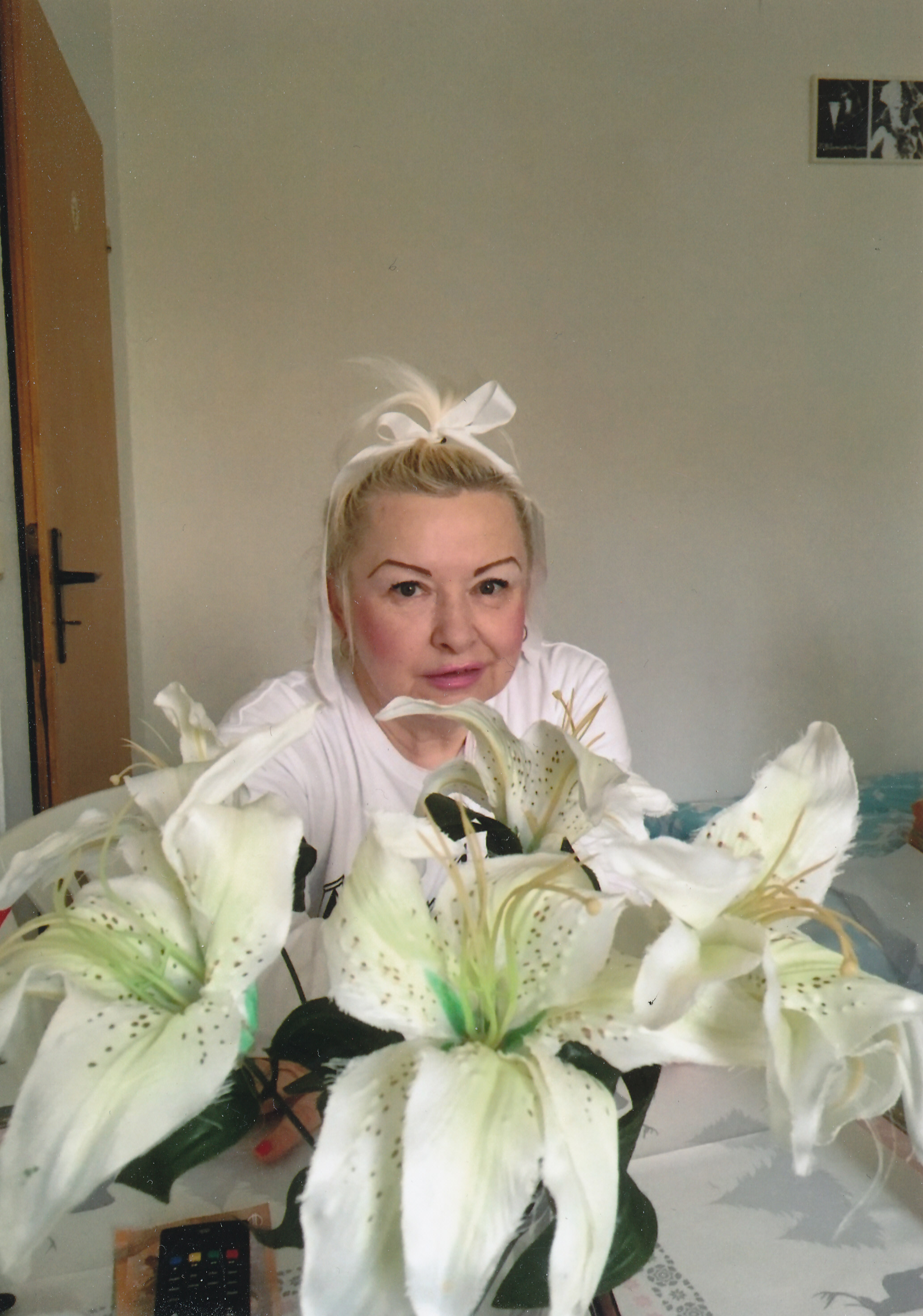
Tabea Blumenschein (2018)

Tabea Blumenschein (* 11. August 1952 in Konstanz; † 2. März 2020 in Berlin) war eine deutsche Schauspielerin, Regisseurin und Autorin.

## Leben
In den 1970er- und 80er-Jahren zählte Tabea Blumenschein als Schauspielerin, Regisseurin, Kostümbildnerin, Autorin und Künstlerin zur Kunst- und Kulturszene im damaligen West-Berlin. Sie fertigte Filme, Masken und Kostüme für Ulrike Ottinger, Herbert Achternbusch sowie Walter Bockmayer und entwarf Mode für Claudia Skoda. Mit dem Film Bildnis einer Trinkerin von Ottinger wurde sie 1979 bekannt. Die beiden waren eine Zeitlang ein Paar und hatten bis zum Tod Blumenscheins immer wieder Kontakt.
Befreundet war sie mit der Krimiautorin Patricia Highsmith, dem Schauspieler Udo Kier und der Tänzerin Valeska Gert, mit der sie auch in dem Film Die Betörung der blauen Matrosen (1975) spielte. 1976 wirkte sie als Backgroundtänzerin in Rosa von Praunheims Kurzfilmporträt über Marianne Rosenberg mit, im selben Jahr war sie Mitwirkende im Happening Regen von Wolf Vostell. 1980 spielte sie bei „Liebesgier“, einer Berliner Avantgarde-Band mit Frieder Butzmann und Bettina Köster. Wolfgang Müller beauftragte sie mit der Illustration des 1982 erschienenen Merve-Buchs Geniale Dilletanten.
Von 1980 bis zur Auflösung 1987 gehörte Blumenschein zum Musik- und Künstlerkollektiv Die Tödliche Doris und trat mit diesem in New York, Hamburg, Berlin und Helgoland auf. Für die Band schneiderte sie auch Kostüme, schrieb Texte und Musik.
1985 war sie mit ihrer damaligen Freundin Isabell Weiß unter der Schlagzeile Frauen die Frauen lieben auf dem Titelbild der Illustrierten Stern zu sehen. Nach ihrem auf Super-8 von Christoph Dreher gedrehten Fernsehspiel Zagarbata (eine Koproduktion mit dem ZDF, 1985) zog sie sich zurück und widmete sich der Malerei und dem Zeichnen.
Für Wolfgang Müllers Künstlerbuch Die Tödliche Doris – Kostüme (2018) rekonstruierte sie ihre Kostüme aus den 1980er Jahren in Form von Zeichnungen. 2019 erschien das Album Reenactment (I) Das typische Ding von Die Tödliche Doris mit 31 Titeln von 31 Vibratoren; die LP-Box enthält eine Künstlermappe mit 31 von Blumenschein gezeichneten Vibratormodellen.
Anfang der 1990er-Jahre zog sich Blumenschein aus dem Kulturbetrieb zurück, zeitweise lebte sie in einem Obdachlosenheim.
Im März 2020 wurde sie im Alter von 67 Jahren tot in ihrer Wohnung aufgefunden. Ihr Grab befindet sich auf dem Alten St.-Matthäus-Kirchhof in Berlin.

## Filmografie
- Laokoon & Söhne (Ulrike Ottinger und Tabea Blumenschein 1975)
- Die Betörung der blauen Matrosen (Ulrike Ottinger und Tabea Blumenschein 1975)
- Filmportrait über Marianne Rosenberg (Rosa von Praunheim, 1976)
- Madame X – Eine absolute Herrscherin (Ulrike Ottinger und Tabea Blumenschein 1978)
- Bildnis einer Trinkerin (Ulrike Ottinger 1979)
- Taxi zum Klo (Frank Ripploh, 1980)
- Das Graupelberhuhn (Die Tödliche Doris, 1982)
- Sportliche Schatten – Kunst in Krisenzeiten (s/w, S-8, mit Udo Kier; Regie und Buch: Tabea Blumenschein 1982)
- Uliisses (Werner Nekes, 1982)
- Bei uns in Hoena (Ades Zabel), 1983
- Alice und das Meer (Wolfgang Müller 1983)
- Dorian Gray im Spiegel der Boulevardpresse (Ulrike Ottinger 1984)
- Zagarbata (Regie und Buch: Tabea Blumenschein 1985)
- Glow (Regie: Daniel Baur), Dokumentation, CH 2017[8]

## Schriften
- Das Kreuz der Erfahrung. Martin Schmitz, Kassel 1991, ISBN 3-927795-06-2.
- Die Bartfrau Florette. In: Wolfgang Müller (Hrsg.): Hormone des Mannes. Ein deutsches Lesebuch. Martin Schmitz, Kassel 1994, ISBN 3-927795-15-1.
- Die Knochenband. (Die tödliche Doris). Hybriden, Berlin 2018.
- zus. mit Wolfgang Müller: Die Tödliche Doris. Kostüme & Kulissen. Hybriden, Berlin 2018.
- zus. mit Wolfgang Müller: Ein letztes Interview. Hybriden, Berlin 2021.
- zus. mit Annelie Lütgens: Tabea Blumenschein – Zeichnungen. Hatje Cantz, Berlin 2022, ISBN 978-3-7757-5243-5.

## Diskografie
- White Christmas, Liebesgier, Marat rec. 1980
- Tabea und Doris dürfen doch wohl noch Apache tanzen, Kassettenkombinat 1982 und 2004 auf Vinyl on Demand, Friedrichshafen
- Chöre und Soli, Die Tödliche Doris, Pure Freude und Gelbe MUSIK, Düsseldorf, Berlin.
- Unser Debut, Die Tödliche Doris, Düsseldorf: Atatak 1984
- REENACTMENT (I), Die Tödliche Doris, Leipzig: Major-Label, 2019

## Ausstellungen
- 2020: Matriarchat Marzahn, Conceptstore Townes im Rahmen des Berliner Gallery Weekends[9]
- 2022: ZusammenSpiel (mit Ulrike Ottinger) Berlinische Galerie[10]
- 2023: Gruppenausstellung mit Hilka Nordhausen, Rabe perplexum und Komplizen aus dem Jetzt, Lothringer 13 Halle, München / Galerie Nord/Kunstverein Tiergarten, Berlin / Kunsthaus Hamburg[11]